# Кунцевич, Софья Адамовна
Софья Адамовна Кунцевич (28 августа 1924 — 9 мая 2012) — участница Великой Отечественной войны, старшина, санинструктор стрелковой роты, командир санитарного взвода, лауреат медали имени Флоренс Найтингейл (1981). 

## Биография
Родилась 28 августа 1924 года в деревне Вороновщина, Копыльского района Минской области. Незадолго до начала Великой Отечественной войны трудоустроилась учителем в сельской школе.
В июле 1941 года семнадцатилетняя Софья добровольно ушла на фронт в составе стрелкового батальона, став  командиром санитарного взвода.
За четыре дня боевых действий в районе города Туапсе в 1942 году командир санитарного взвода Кунцевич спасла жизнь 147 раненым, о чем сообщила советским гражданам фронтовая газета. Во время войны она принимала участие в военных операциях в Белоруссии и Ростовской области, на Донбассе и Украине, в Молдавии и Польше. В составе 1-го Белорусского фронта Софья принимала участие в штурме Берлина. На стене Рейхстага мелом Кунцевич написала: «Я, Софья Кунцевич, дочь кузнеца, пришла в Берлин, чтобы убить войну!».
Демобилизовалась в 1946 году в звании лейтенанта медицинской службы. После войны успешно прошла обучение в педагогическом институте имени Максима Горького, получив специальность библиотекарь. Работала заведующим отделом комплектования библиотеки Академии наук Белорусской ССР, директором Республиканской медицинской библиотеки, старшим библиографом института травматологии и ортопедии Минздрава БССР.
С 1963 по 1988 годы трудилась директором библиотеки Белорусского государственного технологического университета.
В 1981 году Софья Кунцевич за милосердие и исключительную преданность раненым во время войны была удостоена высшей награды Международного Комитета Красного Креста – золотой медалью имени Флоренс Найтингейл. 
Софья Кунцевич одна из героинь книги Светланы Алексиевич «У войны не женское лицо». 
Проживала в Минске. Умерла 9 мая 2012 года.

## Награды
- Орден Красного Знамени,
- Орден Отечественной войны 1 степени,
- Орден Красной Звезды
- Медаль «За оборону Кавказа»,
- Медаль «За взятие Берлина»,
- Медаль «За победу над Германией в Великой Отечественной войне 1941—1945 гг.»,
- Медаль «За освобождение Варшавы»,
- Медаль имени Флоренс Найтингейл
- другие медали.